# Sandokan (genre)
Pour les articles homonymes, voir Sandokan (homonymie).
Genre
Synonymes
- Oncopus Thorell, 1876 nec Herrich-Schaeffer, 1855

Sandokan est un genre d'opilions laniatores de la famille des Sandokanidae.

## Distribution
Les espèces de ce genre se rencontrent en Asie du Sud-Est.

## Liste des espèces
Selon World Catalogue of Opiliones (13/10/2021) :
- Sandokan doriae (Thorell, 1876)
- Sandokan expatriatus (Schwendinger & Martens, 2004)
- Sandokan feae (Thorell, 1890)
- Sandokan hosei (Pocock, 1897)
- Sandokan kaltim (Schwendinger, 2007)
- Sandokan lingga (Schwendinger & Martens, 2004)
- Sandokan malayanus (Schwendinger & Martens, 2004)
- Sandokan megachelis (Schwendinger, 1992)
- Sandokan tiomanensis (Schwendinger & Martens, 2004)
- Sandokan truncatus (Thorell, 1891)

## Systématique et taxinomie
Ce genre a été décrit sous le nom Oncopuspar Thorell en 1876. Le nom Oncopus Thorell, 1876 étant préoccupé par Oncopus Herrich-Schaeffer, 1855, il est renommé Sandokan par Özdikmen et Kury en 2007.

## Étymologie
Ce genre est nommé en référence à Sandokan, le personnage d'Emilio Salgari.

## Publication originale
- Özdikmen & Kury, 2007  : « Replacement names for Oncopus and Oncopodidae (Arachnida, Opiliones). » The Journal of Arachnology, vol. 35, no 2, p. 407–408 (texte intégral).
- Thorell, 1876 : « Descrizione di alcune specie di Opilioni dell' Arcipelago Malese appartenenti al Museo Civico di Genova. » Annali del Museo Civico di Storia Naturale di Genova, vol. 9, p. 111–138 (texte intégral).